# Урмаев, Николай Андреевич
Николай Андреевич Урмаев (1895—1959) — советский учёный-геодезист; доктор технических наук (1937), профессор (1937); генерал-майор технических войск (1943).

## Биография
Родился 6 декабря (18 декабря по новому стилю) 1895 года в городе Гусь-Хрустальный Меленковского уезда Владимирской губернии.
В 1918 окончил физико-математический факультет Московского университета и в том же году вступил в ряды Красной армии. В 1920—1931 годах служил в частях Военно-топографической службы — сначала в астрорадиоотряде, затем — старшим инспектором военно-геодезического отдела Управления военных топографов. В 1931—1959 годах работал в Военно-инженерной академии им. В. В. Куйбышева: в 1933—1952 годах — начальник кафедры геодезии, затем — кафедры сфероидической геодезии и астрономии.
С 1952 года Николай Андреевич находился в отставке. Жил в Москве на Кадашевской набережной, 6 и в Подколокольном переулке, 16/2. Умер в 1959 году в Москве. Похоронен на Введенском кладбище (участок № 6).
В честь Н. А. Урмаева названа скала в Антарктиде (скала Урмаева, горы Принс-Чарльз, 71°08′ ю.ш., 67°47′ в.д., гора обследована Советской Антарктической экспедицией в 1972—1973 гг.).

## Семья
- Брат — Сергей (1906—1963) — профессор, конструктор оптических приборов для авиационной техники;
  - Племянник — Михаил (1931—2002) — профессор, заслуженный работник Высшей школы РФ[3].
- Брат — Урмаев Александр Андреевич (1903-?) — архитектор. В 1928 году окончил архитектурный факультет ВХУТЕИНа (Высший художественно-технический институт); племянник — Урмаев Николай Александрович (1941—2012), главный конструктор промышленного и гражданского строительства проектного института КарелГражданПроект в Петрозаводске.

## Награды
- Награждён орденами Ленина и Отечественной войны I степени, а также медалями.